# Serge Kats
Serge Melfinn Kats (Róterdam, 9 de septiembre de 1971) es un deportista neerlandés que compitió en vela en las clases Optimist, Europe y Laser.
Ganó dos medallas de oro en el Campeonato Mundial de Optimist, en los años 1984 y 1985, dos medallas de oro en el Campeonato Mundial de Europe, en los años 1989 y 1989, y una medalla de bronce en el Campeonato Mundial de Laser de 1994.
Participó en dos Juegos Olímpicos de Verano, en los años 1996 y 2000, ocupando el cuarto lugar en Sídney 2000 en la clase Laser.

## Palmarés internacional
| Campeonato Mundial | Campeonato Mundial   | Campeonato Mundial | Campeonato Mundial |
| Año                | Lugar                | Medalla            | Clase              |
| ------------------ | -------------------- | ------------------ | ------------------ |
| 1984               | Kingston (Canadá)    | Medalla de oro     | Optimist           |
| 1985               | Helsinki (Finlandia) | Medalla de oro     | Optimist           |

| Campeonato Mundial | Campeonato Mundial   | Campeonato Mundial | Campeonato Mundial |
| Año                | Lugar                | Medalla            | Clase              |
| ------------------ | -------------------- | ------------------ | ------------------ |
| 1988               | Nieuwpoort (Bélgica) | Medalla de oro     | Europe             |
| 1989               | Oxelösund (Suecia)   | Medalla de oro     | Europe             |

| Campeonato Mundial | Campeonato Mundial | Campeonato Mundial | Campeonato Mundial |
| Año                | Lugar              | Medalla            | Clase              |
| ------------------ | ------------------ | ------------------ | ------------------ |
| 1994               | Wakayama (Japón)   | Medalla de bronce  | Laser              |